# فيرميد
فيرميد (بالإنجليزية: Fairmeade, Kentucky)‏ هي مدينة تقع في مقاطعة جيفيرسون بولاية كنتاكي في وسط جنوب شرق الولايات المتحدة. تبلغ مساحة هذه المدينة 0.2 (كم²)، وترتفع عن سطح البحر 160 م، بلغ عدد سكانها 264 نسمة في عام 2000 حسب إحصاء مكتب تعداد الولايات المتحدة وتصل الكثافة السكانية فيها 1614.1 نسمة/كم2.

## التركيبة السكانية
حدّد مكتب تعداد الولايات المتحدة بيانات التركيبة السكانية لفيرميد في تعداد الولايات المتحدة. في ما يلي، التركيبة السكانية حسب تعدادي 2000 و2010.

### تعداد عام 2000
بلغ عدد سكان فيرميد 264 نسمة بحسب تعداد عام 2000، وبلغ عدد الأسر 115 أسرة وعدد العائلات 72 عائلة مقيمة في المدينة. في حين سجلت الكثافة السكانية 1,320 نسمة لكل كيلومتر مربع (3,418.8/ميل2). وبلغ عدد الوحدات السكنية 117 وحدة بمتوسط كثافة قدره 585 لكل كيلومتر مربع (1,515.1/ميل2).
وتوزع التركيب العرقي للمدينة بنسبة 97.35% من البيض و1.14% من الأمريكيين الأفارقة و1.14% من الأمريكيين ذوي الأصول الآسيوية و0.38% من عرقين مختلطين أو أكثر.
بلغ عدد الأسر 115 أسرة كانت نسبة 27.8% منها لديها أطفال تحت سن الثامنة عشر تعيش معهم، وبلغت نسبة الأزواج القاطنين مع بعضهم البعض 49.6% من أصل المجموع الكلي للأسر، ونسبة 12.2% من الأسر كان لديها معيلات من الإناث دون وجود شريك، بينما كانت نسبة 0.9% من الأسر لديها معيلون من الذكور دون وجود شريكة وكانت نسبة 37.4% من غير العائلات. تألفت نسبة 33% من أصل جميع الأسر من عدة أفراد يعيشون في نفس المنزل ونسبة 10.4% كانت تتألف من شخص يعيش بمفرده يبلغ من العمر 65 عاماً أو أكثر. وبلغ متوسط حجم الأسرة المعيشية 2.30، أما متوسط حجم العائلات فبلغ 2.90.
بلغ العمر الوسطي للسكان 40.7 عاماً. وكانت نسبة 22.3% من القاطنين تحت سن الثامنة عشر، وكانت نسبة 5.7% بين الثامنة عشر والرابعة والعشرين عاماً، ونسبة 27.7% كانت واقعةً في الفئة العمرية ما بين الخامسة والعشرين والرابعة والأربعين عاماً، ونسبة 24.2% كانت ما بين الخامسة والأربعين والرابعة والستين، ونسبة 20.1% كانت ضمن فئة الخامسة والستين عاماً فما فوق. يوجد لكل 100 أنثى 85.9 ذكر، ويوجد لكل 100 أنثى في الثامنة عشر من عمرها فما فوق 79.8 ذكر.
بلغ متوسط دخل الأسرة في المدينة 60,875 دولارًا، أما متوسط دخل العائلة فبلغ 74,583 دولارًا. وكان متوسط دخل الذكور 61,806 دولارًا مقابل 32,500 دولارًا للإناث. وسجل دخل الفرد الخاص بالمدينة 33,243 دولارًا. وكانت نسبة 5.6% من العائلات ونسبة 5.5% من السكان تحت خط الفقر، وكان من هؤلاء نسبة 0% تحت سن الثامنة عشر ونسبة 25% في الخامسة والستين من العمر وما فوق.

## وصلات خارجية
- The US50 - Cities and Towns in Kentucky State